# Laas (Gemeinde Frohnleiten)
Laas ist eine Ortschaft auf dem Gebiet der gleichnamigen Katastralgemeinde in der Stadtgemeinde Frohnleiten im österreichischen Bundesland Steiermark. Laas zählt 90 Bewohner (Stand 1. Jänner 2024) auf einer Fläche von 366,67 ha und ist zwei Kilometer vom Ortszentrum Frohnleitens entfernt. Der Weiler liegt am Westhang des Hochtrötsch und wird vom Laasbach durchflossen.

## Geschichte
Das früheste Schriftzeugnis ist von 1291 und lautet „Laz“. Der Name geht auf slawisch laz (Rodung, Lichtung) zurück.

### Bevölkerungsentwicklung
Die Tabelle zeigt die Bevölkerungsveränderung der Ortschaft Laas.
| Ortschaft | 15.05.2001 | 31.10.2011 | 01.01.2015 |
| --------- | ---------- | ---------- | ---------- |
| Laas      | 112        | 109        | 104        |

## Wirtschaft und Infrastruktur

### Mülldeponie
Am Dürnberg in Laas liegt die Mülldeponie der Stadtgemeinde Frohnleiten. Die Mülldeponie brachte der Stadtgemeinde in den 1970er bis 1990er Jahren sehr viel Geld ein. Die Stadtgemeinde gab das Geld für Großprojekte wie die komplette Umgestaltung des Marktplatzes (rund 60 Mio. öS, 4,36 Mio. €), den Bau einer Tiefgarage (rund 55 Mio. öS, 4 Mio. €), den Bau des Rehabilationskomplexes Theresienhof (rund 160 Mio. öS, 11,63 Mio. €) und die Sanierung der Mülldeponie (rund 200 Mio. öS, 14,52 Mio. €); weiters verschlang der Ausbau der Infrastruktur (Straßenbau, Wohnbau und Fernwärme) insgesamt noch rund 350 Mio. öS (25,44 Mio. €).
Doch neue Umweltauflagen zwangen die Stadtgemeinde, immer mehr Geld in die Deponie am Dürnberg zu stecken. Weiters durften aufgrund neuer Umweltschutzauflagen viele Abfallprodukte nicht mehr auf der Deponie gelagert werden. Derzeit kämpft Frohnleiten mit einem Schuldenberg von etwa 56 Mio. €, wovon ein großer Teil der Deponie zuzuschreiben ist. Im Jahr 2015 bewarb sich die Frohnleitner Mülldeponie um den hochgiftigen Blaukalk aus dem Kärntner Görtschitztal. Dieses Geld hätte wieder Geld in die leeren Kassen der Gemeinde gespült, doch Bürgerbewegungen und die Sorge um sauberes Trinkwasser ließen dieses Vorhaben schnell platzen.